# Rodolfo Choperena
Rodolfo Choperena Irizarri, (Cidade do México, 11 de fevereiro de 1905 - data e local de falecimento desconhecidos), foi um basquetebolista mexicano que integrou a Seleção Mexicana na disputa dos XI Jogos Olímpicos de Verão em 1936 realizados em Berlim na Alemanha Nazi.
Participou das partidas México 32 a 10 Egito (10/08/1936) e na derrota da semifinal contra os Estados Unidos (10:25 em 13/08/1936), porém sem registro de pontução na competição.